# Биклянь (село)
 Бикля́нь (тат. Биклән) — село в Тукаевском районе Татарстана. Административный центр муниципального образования «Биклянское сельское поселение». Окрестности села были обитаемы ещё в эпоху Великого переселения народов. В начале XX века в селе было четыре мечети. Население в 1913 году достигало 2886 человек, в 2023 году оно составляло 1636 человек.

## География

### Географическое положение
Располагается в Восточном Закамье, в пределах Нижнезаинского возвышенного района и Актанышского низменно-равнинного ландшафта, на реке Биклянь. Находится в лесостепной зоне. Располагается в 16 км к юго-западу от районного центра — города Набережные Челны. Высота над уровнем моря — 98 м.

### Климат
По Классификации климатов Кёппена, климат села определяется как Dfb — влажный континентальный климат с тёплым летом. Территория села расположена в климатическом районе IB, характеризуется умеренно-континентальным климатом, с продолжительной холодной зимой и жарким коротким летом.
| Показатель              | Янв.  | Фев.  | Март | Апр. | Май  | Июнь | Июль | Авг. | Сен. | Окт. | Нояб. | Дек. | Год   |
| ----------------------- | ----- | ----- | ---- | ---- | ---- | ---- | ---- | ---- | ---- | ---- | ----- | ---- | ----- |
| Средняя температура, °C | −11,4 | −11,7 | −4,8 | 5,2  | 13,1 | 17,6 | 19,7 | 17,1 | 11,4 | 4,7  | −3,7  | −9,8 | 4,0   |
| Норма осадков, мм       | 38,8  | 30,2  | 31,7 | 26,8 | 49,8 | 56,8 | 48,9 | 64,9 | 59,0 | 55,1 | 46,0  | 41,8 | 550,8 |
| Источник:               |       |       |      |      |      |      |      |      |      |      |       |      |       |

## История и этимология
Известно с 1724 года. В исторических документах упоминается под наименованиями Бичурина и Сарсаз. Название села произошло от названия реки тат. Биклән (Биклянь). 
В XVIII—XIX веках жители принадлежали к сословиям государственных крестьян, происходящих из служилых татар, приписанных к Казанскому Адмиралтейству и ясачных татар, а также тептярей. В источнике 1859 года часть жителей была отнесена к сословию башкир-вотчинников.
Жители занимались земледелием (сельская община владела 3434,7 десятинами земли в начале XX века), разведением скота, плотничным и сапожным промыслами, несли лашманскую повинность. Из хозяйственных построек отмечалось наличие ветряной мельницы в 1870 году. 
О мечети и медресе в селе известно из сведений 1870 года. В начале XX века здесь действовали три мечети (1885, 1892, 1902 гг.), одно медресе и три мектеба. В 1912 году была построена четвёртая мечеть. 
С 1888 по 1921 год в селе действовала лесная школа при Мензелинском лесничестве. В 1921 году была переведена в село Лубяны. В 1920 году в селе в здании бывшей мечети была открыта начальная школа, преобразованная в 1931 году в семилетнюю.
В 1930 году в селе был образован колхоз «Кызыл тан». В 1948 году после присоединения соседних деревень, получил название колхоз им. Молотова (в селе Биклянь — центральная усадьба). С 1958 года в составе объединённого колхоза им. Чкалова (в селе Биклянь — центральная усадьба). В 1998 году колхоз села был реорганизован в сельскохозяйственный производственный кооператив «Биклянь», а в 2017 году — в агропромышленный комплекс.
До 1920 года село было в Бетькинской волости Мензелинского уезда Уфимской губернии. В 1920 году вошло в состав Мензелинского, в 1922 году — Челнинского кантона ТАССР. В связи с упразднением кантонного деления в республике, 10 августа 1930 года вошло в состав Челнинского, с 20 апреля 1976 года — Тукаевского района.

## Население
| 1795  | 1859  | 1870  | 1897  | 1913  | 1926  | 1938  |
| ----- | ----- | ----- | ----- | ----- | ----- | ----- |
| 342   | ↗1050 | ↗1304 | ↗2226 | ↗2886 | ↘2435 | ↘1934 |
| 1949  | 1958  | 1970  | 1979  | 1989  | 2002  | 2010  |
| ↘1429 | ↗1470 | ↗2014 | ↘1715 | ↘1348 | ↘1279 | ↗1575 |
| 2020  | 2021  | 2023  |       |       |       |       |
| ↗1700 | ↘1571 | ↗1636 |       |       |       |       |

На начало 2023 года в селе жили 1636 человек, в том числе детского — 265, трудоспособного — 969, старше трудоспособного возраста — 402 человека. По переписи 2021 года в селе жили 1571 человек. Из 1566 указавших национальность были 1410 татар, 132 русских и 39 представителей других национальностей. Русский язык был родным для 157 человек (при этом использовали его 1461 человек), татарский — для 1391 (использовали 1001 человек). По переписи 2010 года — 1575 человек. По переписи 2002 года — 1279 жителей (татары — 97%).

## Экономика
Сельскохозяйственные производители села специализируются на растениеводстве, молочном животноводстве. В селе действует сельскохозяйственное предприятие — ООО «Агропромышленный комплекс "Биклянь"». На территории и вблизи села расположены действующие агропромышленные объекты: ферма крупного рогатого скота, птицеферма, пасека, гараж для сельхозтехники. Действует производственно-торговое предприятие — ООО «Завод Сокол», расположены производственные объекты: по производству бетонных колодезных колец и склады, материальный склад, логистический центр, производственная база. Также здесь находится ООО «Транспортная компания Дилижанс».

## Транспорт
Через село проходит автомобильная дорога общего пользования регионального значения «Набережные Челны — Заинск — Альметьевск» — Биклянь — «Набережные Челны — Нижнекамск». В двух километрах от села находится железнодорожная станция Биклянь.

## Инфраструктура
В селе с 1935 года действует средняя школа, с 1985 года — детский сад. Имеются фельдшерско-акушерский пункт, почтовое отделение связи, отделение Сбербанка, универсальная спортивная площадка, кладбище площадью 6,4802 га. Общая площадь села — 387,2837 га. В селе 20 улиц общей протяжённостью 26,18 км, в т. ч 1,75 км асфальто-бетонного покрытия. Главной улицей является ул. Чкалова, на которой расположены объекты социального и культурно-бытового обслуживания и по которой осуществляется въезд в село. В селе имеется мемориальный обелиск в честь воинов Великой Отечественной войны, разбит парк «Сад памяти». Жилищный фонд представлен многоквартирной — 5,5 тыс. кв. м и индивидуальной — 42,75 тыс. кв. м — жилой застройкой, обеспеченностью 29,5 кв. м на человека. Село газифицировано и электрифицировано. Водоснабжение осуществляется из подземных источников при помощи артезианских скважин и водонапорных башен. Централизованная система водоотведения отсутствует. Население пользуется септиками или выгребными ямами. Отопление застройки осуществляется от локальных источников теплоснабжения, работающих на газе. Телефонизация застройки осуществляется от автоматической телефонной станции, расположенной в селе.

## Культура и религия
К северо-западу от села был обнаружен археологический памятник — Бикляньское селище, датируемый второй половиной III — первой половиной IV века нашей эры и относящийся к началу эпохи Великого переселения народов в Среднем Поволжье. В селе была записана загадка-сказка «Айбике».
В селе действуют творческие коллективы: народный театр «Хыял», народный хореографический коллектив «Шатлык», фольклорный ансамбль «Хэтфэ». С 1965 года действуют сельский дом культуры и библиотека (в 1933 г. была открыта изба-читальня). В селе находится местная мусульманская религиозная организация — сельский приход Духовного управления мусульман Республики Татарстан. Действует мечеть (с 1994 г.).